# Pieter Pijnacker
Petrus (Pieter) Pijnacker (Hazerswoude, 12 december 1822 – Gouda, 8 juni 1860) was een Nederlandse man die in 1860 wegens moord op Geertrudis Vergeer - van der Pouw ter dood veroordeeld werd. Hij was de op een na laatste persoon die in Nederland in vredestijd werd geëxecuteerd. Omdat executies in Nederland die tijd al zeer zeldzaam waren, kreeg zijn zaak nationale aandacht. 

## Levensloop
Pieter Pijnacker werd geboren in Hazerswoude en ging later wonen in Reeuwijk. Nadat hij een erfenis had gekregen ging hij wonen in Gouda, om daar een winkeltje te beginnen. Na een tijdje ging hij weer in de gemeente Reeuwijk wonen (in Randenburg) om daar als arbeider te gaan werken. Hij stond voor zijn misdaad bekend als een rustige burger volgens een verklaring van de burgemeester van Reeuwijk. Op 18 februari 1848 trouwde hij met Helena (roepnaam Lena) van Rijn, geboren 12 augustus 1826 in Reeuwijk.

## Misdaad
De dagen voor de misdaad had Pijnacker enkele dagen koorts gehad en daardoor niet kunnen werken (en dus ook geen inkomen gehad). Op 29 oktober 1859 vroeg in de ochtend ging Pieter Pijnacker op pad om bij zijn werkgever, de landbouwer Cornelius Vergeer, een kaas te stelen. Zijn vrouw probeerde hem er tevergeefs nog van te weerhouden. 
Pieter Pijnacker wist dat zijn werkgever om 4 uur 's ochtends samen met zijn broer en dienstmeid zijn koeien ging melken. Omdat de woning van Vergeer alleen per boot bereikbaar was als het bruggetje was opgehaald, had Pijnacker de dag ervoor een bootje met twee roeiriemen gehaald. Met het bootje was Pijnacker naar de woning van Vergeer geroeid, alwaar hij wachtte tot hij Vergeer, zijn broer en de dienstmeid zag vertrekken. Geertrui Vergeer was op dat moment in het zomerhuisje. Zij was nog geen jaar getrouwd met Cornelius Vergeer en 3½ maand in verwachting van hun eerste kind. Pieter deed daarop zijn klompen uit en sloop naar het woonhuis. Uit de kast in de keuken nam hij een kaas weg. Op het moment dat hij weg probeerde te komen, kwam Geertrui het zomerhuisje uit en betrapte Pieter. Om geen getuigen achter te laten pakte Pijnacker een knuppel die op de grond lag en sloeg daarmee op het voorhoofd van Geertrui. Geertrui slaakte een gil, viel tegen de deurpost en probeerde weg te komen. Pijnacker duwde haar weg richting de kaaspers in de schuur en sloeg haar een tweede keer tegen het hoofd. In de overtuiging dat zij dood was of bijna dood, deed hij de deur van de schuur dicht. Hij ging terug naar de woning en stal ca. 30 gulden, diverse papieren, gouden sieraden en zilveren voorwerpen. Met hetzelfde bootje roeide hij terug naar de weg om weer naar huis te gaan. Het bootje liet hij dobberend achter. 
Toen Pieter Pijnacker thuiskwam had zijn vrouw geroepen: "Oh God! Piet, het zal uitkomen". Pieter zei zijn vrouw toen dat hij Geertrui had doodgeslagen en bedreigde zijn vrouw met eenzelfde dood als zij hem zou verraden. Vervolgens had hij zich uitgekleed en was hij weer naar bed gegaan. 
Toen Cornelis Vergeer terugkwam trof hij zijn vrouw badend in een plas bloed aan. Cornelis dacht in eerste instantie dat zijn vrouw een toeval had gehad en vroeg Pieter Pijnacker of hij een dokter wilde halen. Pijnacker waarschuwde een arts en verstopte vervolgens de buit op zolder achter het dakbeschot. Een klein deel van de buit gaf hij aan zijn vrouw. De knuppel waarmee hij Geertrui Vergeer had doodgeslagen verbrandde hij.
De dagen daarop ging Pieter Pijnacker gewoon aan het werk bij Vergeer. En drie dagen later was hij zelfs een van de dragers van de kist op de begrafenis van Geertrui.
Het duurde niet lang voordat de verdenking op Pieter Pijnacker begon te vallen. Het was buurtbewoners opgevallen dat Pijnacker de overleden Geertrui niet meer wilde zien toen zij was opgebaard. Bovendien werd Pijnacker door veel buurtbewoners verdacht van kleine diefstallen, hoewel niemand die beschuldiging durfde uit te spreken. Nog geen week na de begrafenis hoorde de rijksveldwachter Schuppens een gerucht dat Pijnacker de dader was. Schuppens besloot hierop samen met een collega een kijkje te nemen in huize Pijnacker. In het huis trof men twee papiersnippers aan die samen een kiesbriefje vormden voor de gemeenteraadsverkiezingen van Reeuwijk. Tegen elkaar aangelegd was de naam 'Van der Pouw' duidelijk zichtbaar. 
Op vrijdagavond 11 november werd Pieter Pijnacker gearresteerd. Op zijn zolder werden gestolen spullen gevonden. De volgende dag, zaterdag 12 november 1859, legde hij een volledige bekentenis af. Hij werd daarop overgebracht naar Rotterdam.

## Rechtszaak
Op 10 februari 1860 begon het proces voor het Provinciaal Gerechtshof in 's-Gravenhage. De rechtbank bestond uit vier personen, mr. J.A. Phillipse (voorzitter), mr. Elout van Soeterwoude, mr. Van der Kemp en mr. Sander. Op de eerste dag werden dertig getuigen gehoord, waaronder de burgemeester van Reeuwijk. Namens het Openbaar Ministerie was mr. W.F.G.L. François de aanklager. Mr.S.M.S. de Ranitz was de verdediger van Pijnacker.
Op 18 februari deed het Gerechtshof uitspraak. Pijnacker werd vanwege de ernst van de zaak veroordeeld tot de dood door ophanging en tot het betalen van de gerechtskosten. Het voorlezen van het vonnis duurde anderhalf uur. De voorzitter sprak de veroordeelde ernstig toe. De veroordeelde moest er volgens de voorzitter van het Gerechtshof niet op rekenen dat de koning hem gratie zou verlenen. In plaats daarvan moest hij zich voorbereiden op zijn aanstaande dood en genade zoeken bij "den Hemelschen Regter". Volgens getuigen was Pijnacker tijdens het horen van het doodvonnis ontroerd, maar deed de rest van de toespraak hem niet zoveel. Toeschouwers bij de rechtszaak waren echter zo aangedaan door de toespraak van de voorzitter, dat zij – "in weerwil van het afschuwelijke der gepleegde misdaad tot meewarigheid aangespoord" werden.

## Executie
Het verzoek om gratie werd op 6 juni afgewezen door de koning. Op 9 juni in de vroege ochtend werd Pijnacker van 's-Gravenhage naar Gouda gebracht. Om precies twaalf uur werd hij door scherprechter Dirk Jansen opgehangen op het schavot dat tegen de gevel van het gebouw Arti Legi was aangezet. Het lichaam bleef twee uur hangen.
De executie werd bijgewoond door zo'n 7.000 mensen. Schoolkinderen waren weggehouden bij de executie.